# Alurnus eckardtae
Alurnus eckardtae es un coleóptero de la familia Chrysomelidae.
Fue descrita científicamente por primera vez en 1936 por Günther.